# Argamasilla de Calatrava
Argamasilla de Calatrava là một đô thị thuộc Ciudad Real, Castile-La Mancha, Tây Ban Nha. Đô thị này có dân số là 5.408.

## Dân số
| 1991  | 1996  | 2001  | 2004  |
| ----- | ----- | ----- | ----- |
| 5.467 | 5.472 | 5.372 | 5.374 |